# Unterwachingen

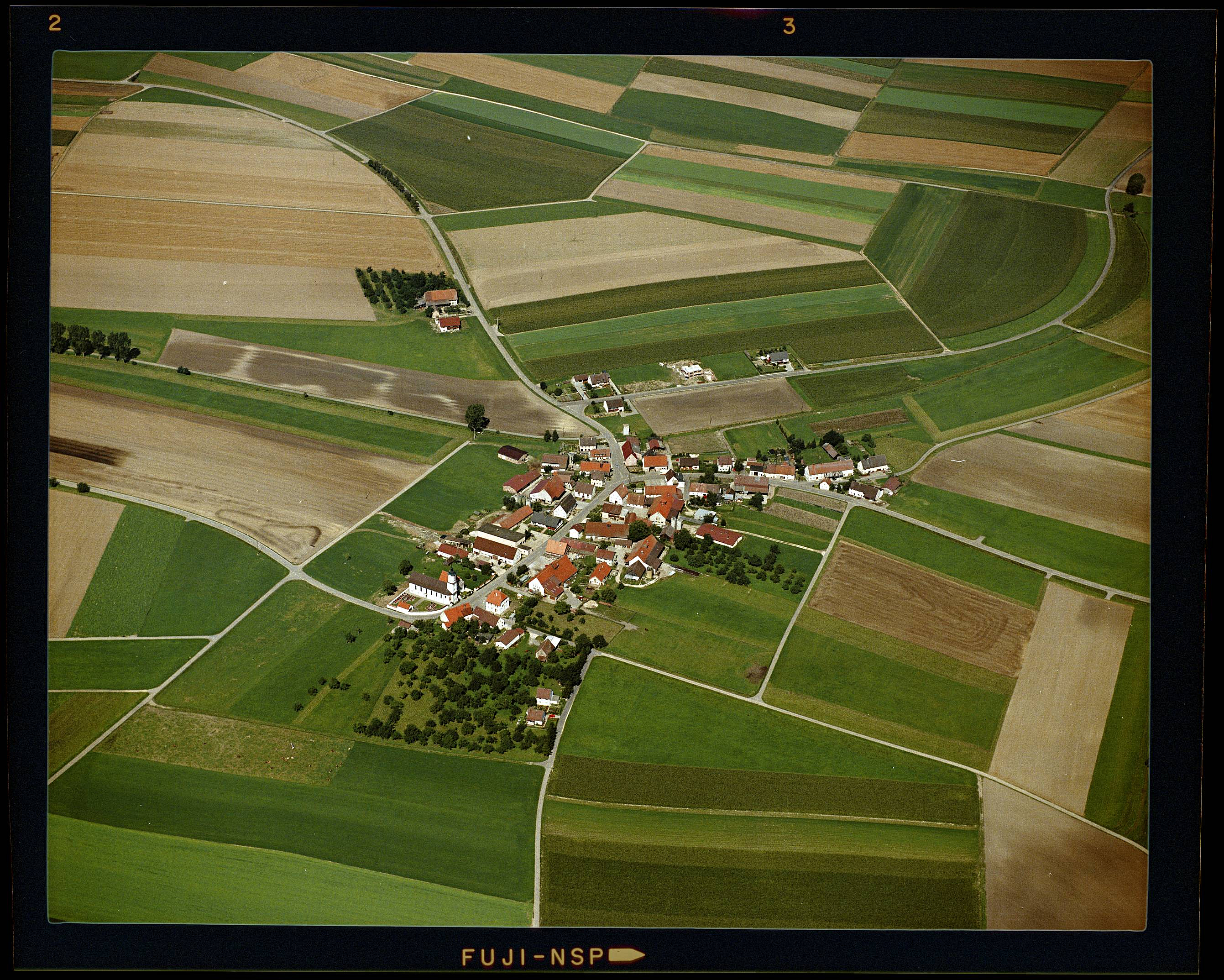
Luftbild von Unterwachingen (1985)

Unterwachingen ist eine Gemeinde im Alb-Donau-Kreis in Baden-Württemberg.
Das kleine Dorf gehört dem Gemeindeverwaltungsverband Munderkingen an.

## Geografie

### Geografische Lage
Unterwachingen liegt am Südrand des Donautals, etwa zehn Kilometer südwestlich der Stadt Ehingen (Donau), auf 520 m Höhe am Tobelbach, einem kleinen Gewässer, das bei Rottenacker in die Donau mündet.
Die zwischen 510 und 565 m hoch gelegene Gemarkung umfasst 2,60 km², davon 81 % landwirtschaftliche Nutzfläche und 15 % Wald, der den südlichen Teil des Gemeindegebiets einnimmt.

### Nachbargemeinden
Nachbargemeinden sind Hausen am Bussen, Emerkingen und Uttenweiler (mit dem Teilort Oberwachingen).

## Geschichte

### Vom Mittelalter bis zur  Säkularisation
In dem 805 erstmals urkundlich erwähnten Ort wurde im Jahre 1103, anlässlich der Weihe der Burgkapelle Emerkingen, eine Kirche genannt. Unterwachingen und das benachbarte Emerkingen bildeten zu jener Zeit politisch wie kirchlich eine Einheit. Aus dem im 12. und 13. Jahrhundert lange anhaltenden Streit zwischen dem Prämonstratenserkloster Marchtal und den Herren von Emerkingen um das Patronatsrecht ging das Kloster siegreich hervor. Im 14. und 15. Jahrhundert erwarb Marchtal auch die weltlichen Herrschaftsrechte im Dorf. Bis 1900 gehörte Emerkingen als Filial zur Pfarrei Unterwachingen.
Der Ort erlitt im Dreißigjährigen Krieg nach dem schwedischen Einmarsch 1632 schwere Schäden.
Im Zuge der Säkularisation gelangte Unterwachingen 1803 an das Haus Thurn und Taxis.

### Seit württembergischer Zeit
Bereits drei Jahre später wurde der Ort dem Königreich Württemberg angegliedert, welches das Dorf dem Oberamt Riedlingen zuteilte. Bei dessen Auflösung 1938, während der NS-Zeit in Württemberg, kam Unterwachingen zum Landkreis Ehingen. Nach dem Zweiten Weltkrieg lag der Ort in der Französischen Besatzungszone und kam somit zum Nachkriegsland Württemberg-Hohenzollern, welches 1952 im Bundesland Baden-Württemberg aufging. Seit der Kreisreform von 1973 ist Unterwachingen Teil des Alb-Donau-Kreises. In jener Zeit der Eingemeindungen konnte die kleine Gemeinde ihre Selbständigkeit bewahren; sie gehört seither dem Gemeindeverwaltungsverband Munderkingen an.

### Religion
Der Ort blieb stets römisch-katholisch geprägt. Die Kirchengemeinde St. Cosmas und Damian gehört zur Seelsorgeeinheit Donau-Winkel im Dekanat Ehingen-Ulm der Diözese Rottenburg-Stuttgart.

## Politik

### Gemeinderat
Der Gemeinderat in Unterwachingen hat acht Mitglieder. Er besteht aus den ehrenamtlichen Gemeinderäten und dem Bürgermeister als Vorsitzendem. Der Bürgermeister ist im Gemeinderat stimmberechtigt. Bei der Kommunalwahl am 9. Juni 2024 wurde der Gemeinderat durch Mehrheitswahl gewählt. Mehrheitswahl findet statt, wenn kein oder nur ein Wahlvorschlag eingereicht wurde. Die Bewerber mit den höchsten Stimmenzahlen sind dann gewählt. Die Wahlbeteiligung betrug 76,5 %.

### Bürgermeister
- 1966–2009: Karl Traub (CDU), zugleich Bürgermeister der Nachbargemeinde Hausen am Bussen
- 2009–2025: Hans Rieger, zugleich Bürgermeister der Nachbargemeinde Hausen am Bussen
- seit 2025: Timo Schulze, zugleich Bürgermeister der Nachbargemeinde Hausen am Bussen

### Wappen
Blasonierung: Geteilt von Silber und Rot; oben ein liegender roter Doppelhaken, unten schräg gekreuzt ein silberner Schlüssel und ein silbernes Schwert.
Ein altes Wappen ist nicht bekannt. Das heutige wurde in den 1980er Jahren vom Hauptstaatsarchiv Stuttgart entworfen. Es vereint den Doppelhaken der Herren von Emerkingen mit den Attributen der Heiligen Petrus und Paulus
aus dem Wappen des Klosters Marchtal.

## Sehenswürdigkeiten

### Pfarrkirche St. Cosmas und Damian

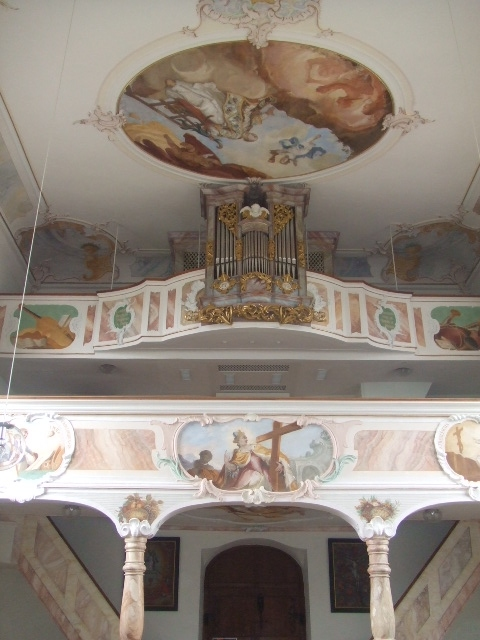
Orgelempore der Pfarrkirche St. Cosmas und Damian

Die Pfarrkirche St. Cosmas und Damian ist ein einheitlicher, 1754–1756 erstellter Bau des Rokoko, an dem unter der Leitung des Baumeisters Johann Caspar Bagnato die folgenden Künstler wirkten:
- als Maler von Deckenfresken und Altarblättern der Riedlinger Joseph Ignaz Wegscheider
- als Stuckateur der junge Tessiner Giuseppe Pozzi, der zu jener Zeit seinem Vater Francesco bei Arbeiten im Kloster Obermarchtal assistierte

Die Skulpturen der Kirchenpatrone stammen wohl aus der Werkstatt von Johann Joseph Christian.
Wegscheider und Pozzi führten zeitgleich auch die Arbeiten in der Kapelle St. Georg im nahen Dietershausen, Gemeinde Uttenweiler, aus.
Ein großer Wappenstein ist an der Ostseite der Kirche am Kirchturm eingelassen. Es trägt weder Datierung noch Initialen und wird von einer verwitterten, weitläufig aufgreifenden Rocaille-Rahmung eingefasst. Es handelt sich um das persönliche Wappen des Obermarchtaler Abtes Edmund II. Sartor/Schneider (geb. 30. November 1696, gest. 12. Juni 1768). Dieser Wappenstein ist eine Arbeit von Johann Joseph Christian (geb. 1706), der auch die zwei Büsten von Cosmas und Damian auf dem rechten Seitenaltar und das Kreuz auf dem Hochaltar anfertigte. In den beiden seitlichen Nischen an der gerundeten Außenwand befinden sich bildliche Darstellungen der beiden Kirchenpatrone; ihre Attribute sind die Arzneiflasche, das Buch und das Schwert, mit dem sie hingerichtet wurden.
Am großen Bogen am Übergang vom Langhaus in den Chor teilt oben das goldene Christus-Monogramm IHS auf einem blauen, von weißen und rosa Wolken und einem goldenen Strahlenbündelkranz umgebenen Feld die Jahreszahl MDCCLVI = 1756. Rechts und links sind in den Zwickeln die beiden Wappen für den Bauabt Edmund II. Sartor/Schneider (optisch links) und das Kloster (optisch rechts) angebracht, zusammengesetzt aus den Symbolen für die Stifter Hugo Pfalzgraf von Tübingen und Elisabeth von Bregenz sowie dem eigentlichen Stiftswappen.

### Pfarrhaus
Das Unterwachinger Pfarrhaus steht gleich nördlich der katholischen Pfarrkirche St. Cosmas und Damian. Das zweistöckige, giebelständige Gebäude ist im Erdgeschoss aus Stein und im Obergeschoss in Fachwerk ausgeführt. Das im Dreißigjährigen Krieg von den Schweden mehrfach geplünderte alte Pfarrhaus ist 1688 bis auf die Grundmauern abgebrannt und erforderte einen Neubau. Das das Kirchenpatronat beim Kloster Obermarchtal lag, war dieses für den Wiederaufbau zuständig, der nur ein Jahr später erfolgte. Die nur wenig beschädigte Kirche konnte gerettet werden. Beim Brand gingen jedoch alle Urkunden der Pfarrei verloren. Rechts neben dem Treppenaufgang zur Haustür ist in den steinernen Unterbau ein Wappenstein aus der Zeit des Wiederaufbaus eingelassen. Er verweist auf den Obermarchtaler Abt Nikolaus Wierith (geb. 15. Oktober 1634, gest. 3. September 1691). Die schon etwas verwaschene Inschrift in dem Feld unterhalb des Wappens lautet: „NICOLAUS / ABBAS MARCH/THALENSIS / ANNO MDCLXXXIX“. Damit ist der Neubau des Pfarrhauses im Jahr 1689 belegt. Das Pfarrhaus ist durch einen Gang in der ersten Etage mit der nahen Kirche verbunden.

## Kultur

### Kammermusikkreis Unterwachingen
Seit 1973 treffen sich im historischen Pfarrhaus Amateure und Berufsmusiker zur gemeinsamen Ausübung klassischer Kammermusik mit anspruchsvollen Programmen. Jeweils zum Patrozinium Ende September tritt der Kreis mit einem Kirchenkonzert an die Öffentlichkeit.